# توفان تابستانی
توفان تابستانی (انگلیسی: Summer Storm) یک فیلم در ژانر درام به کارگردانی داگلاس سیرک است که در سال ۱۹۴۴ منتشر شد.

## بازیگران
- لیندا دارنل
- جرج سندرز
- آنا لی
- چارلز تروبریج
- ادوارد اورت هورتون
- هوگو هاس
- جان ابوت
- رابرت گریگ
- سارا پدن
- زیگ رومان
- بایرون فولگر